# 620 TCN
620 TCN là một năm trong lịch La Mã.